# 24 Dywizja Piechoty Armii Krajowej
24 (Rzeszowska) Dywizja Piechoty AK – wielka jednostka piechoty Armii Krajowej.
Zgodnie z „Planem Odtwarzania Sił Zbrojnych”, z września 1942, Podokręg Rzeszów AK, w ramach akcji „Burza” sformował 24 Dywizję Piechoty AK. W czasie operacji lwowsko-sandomierskiej żołnierze 17 pułku piechoty z 24 Dywizji Piechoty Armii Krajowej razem z czerwonoarmistami z 13 Armii dowodzonej przez gen. Mikołaja Puchowa i 60 Armii dowodzonej przez gen. Pawła Kuroczkina uczestniczyli w walkach o zdobycie Rzeszowa okupowanego przez wojska niemieckie. Miasto został zdobyte 2 sierpnia 1944, co skutkowało zakończeniem władzy reżimu III Rzeszy na Rzeszowszczyźnie. 

## Ordre de Bataille i obsada personalna
Ordre de Bataille i obsada personalna 24 DP AK
- Dowództwo
  - dowódca – ppłk dypl. Kazimierz Putek
- 17 pułk piechoty AK Rzeszów